# Bactrocera frauenfeldi
Bactrocera frauenfeldi är en tvåvingeart som först beskrevs av Ignaz Rudolph Schiner 1868.  Bactrocera frauenfeldi ingår i släktet Bactrocera och familjen borrflugor. Inga underarter finns listade.